# دوري الدرجة الأولى الروماني 1979–80
دوري الدرجة الأولى الروماني 1979–80 (بالرومانية: Divizia A 1979-1980)‏ هو الموسم 62 من  دوري الدرجة الأولى الروماني. أقيم خلال الفترة 24 أغسطس 1979 وحتى 24 يونيو 1980، وأشرف على تنظيمه اتحاد رومانيا لكرة القدم، وكان عدد الأندية المشاركة فيه  18، وفاز فيه نادي يونيفيرسيتاتيا كرايوفا بعد أن لعب 34 مباراة وفاز بـ 17 منها.

## نتائج الموسم
| المركز | فريق                        | لعب | ف  | ت  | خ | له | عليه | ف.أ | نقاط | ملاحظة |
| ------ | --------------------------- | --- | -- | -- | - | -- | ---- | --- | ---- | ------ |
| 1      | نادي يونيفيرسيتاتيا كرايوفا | 34  | 17 | 10 | 7 | 66 | 31   | +35 |      |        |